# 大島支廳 (鹿兒島縣)
大島支廳是日本鹿兒島縣廳轄下之支廳，隸屬縣廳企劃部，負責辦理奄美群島區域之縣廳一般事務，奄美人常以「大島縣廳」稱呼之。
管轄範圍包括奄美大島、喜界島、加計呂麻島、請島、與路島、德之島、沖永良部島和與論島，其中在奄美大島南部、喜界島、德之島、沖永良部島和與論島另設有事務所協助處理當地事務。
除縣廳企劃部轄下，環境生活部及教育廳也在大島支廳設有相談所及駐在員。

## 支廳管轄區域
大島支廳下另設有四個事務所即一個駐在處協助各離島地區之事務，支廳本身及各事務所管轄區域如下：（括號內為支廳或辦事處所在地）
- 鹿兒島縣大島支廳（奄美市） - 奄美市、龍鄉町、大和村
  - 瀨戶內事務所（瀨戶內町） - 宇檢村、瀨戶內町
  - 喜界事務所（喜界町） - 喜界町
  - 德之島事務所（德之島町） - 德之島町、天城町、伊仙町
  - 沖永良事務所（和泊町） - 和泊町、知名町
    - 沖永良事務所與論町駐在（與論町） - 與論町

## 組織
- 鹿兒島縣廳
  - 企劃部所屬
    - 支廳長
    - 次長
    - 總務課
    - 財務課
    - 福祉課
    - 農林課
    - 商工水產課
    - 土地改良課
    - 河川港灣課
    - 瀨戶內事務所  
      - 總務課
      - 福祉課
      - 土木課

    - 喜界事務所 
      - 總務課
      - 福祉課
      - 農營指導課
      - 土地改良課
      - 土木課

    - 德之島事務所 
      - 總務課
      - 福祉課
      - 土地改良課
      - 土木課

    - 沖永良部事務所 
      - 總務課
      - 福祉課 
        - 與論町駐在

      - 土地改良課
      - 土木課 
        - 與論町駐在

  - 環境生活部所屬
    - 交通事故相談所
    - 消費生活相談所

  - 教育廳所屬 
    - 大島教育事務局 
      - 瀨戶內地區駐在員
      - 德之島地區駐在員
      - 沖永良部地區駐在員

## 外部連結
- 鹿兒島縣大島支廳官方網頁*鹿兒島縣廳官方網頁（页面存档备份，存于）